# Stanisław Kacprzak

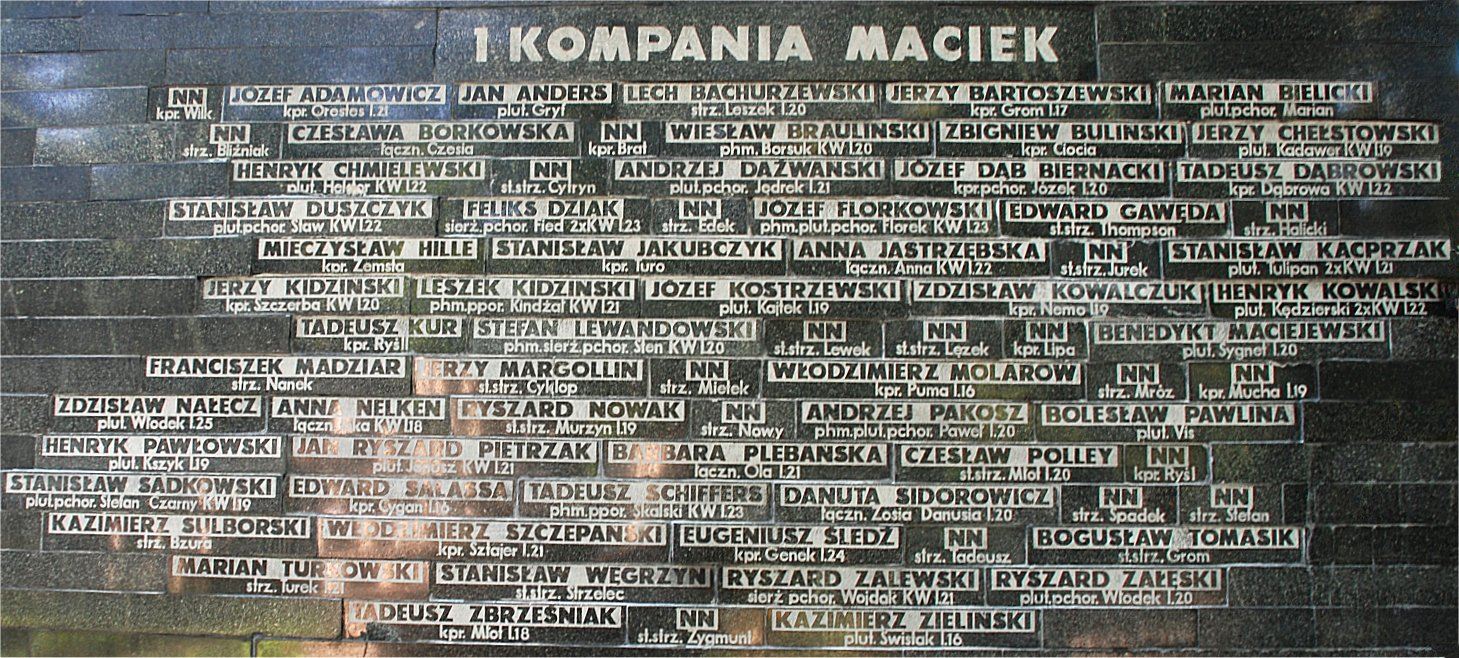
Mogiła symboliczna na Wojskowych Powązkach. Nazwisko Stanisława Kacprzaka znajduje się w 5. rzędzie

Stanisław Kacprzak ps. Tulipan (ur. 25 grudnia 1922 w Warszawie, zm. 22 sierpnia 1944 tamże) – plutonowy podchorąży, uczestnik powstania warszawskiego jako żołnierz III plutonu „Włodek” 1. kompanii „Maciek” batalionu „Zośka” Zgrupowania „Radosław” Armii Krajowej.
W powstaniu warszawskim walczył na Woli i Starym Mieście. Poległ 22 sierpnia 1944 na boisku „Polonii” przy ul. Konwiktorskiej, w trakcie natarcia na Dworzec Gdański. Miał 21 lat. Podczas tego natarcia polegli także m.in.: Stanisław Kozicki, Jerzy Wypych.
Stanisław Kacprzak został dwukrotnie odznaczony Krzyżem Walecznych. Jego symboliczna mogiła znajduje się na Powązkach Wojskowych w Warszawie.